# Обернау
Обернау (нім. Obernau) — громада в Німеччині, розташована в землі Рейнланд-Пфальц. Входить до складу району Альтенкірхен. Складова частина об'єднання громад Фламмерсфельд.
Площа — 1,48 км2. Населення становить Невірний параметр metadata 07 132 084 ос. (станом на 31 грудня 2020).